# KSZO Ostrowiec Świętokrzyski
A KSZO Ostrowiec Świętokrzyski egy labdarúgócsapat Ostrowiec Świętokrzyskiban, Lengyelországban. A csapatot 1929-ben alapították, színei: narancs és fekete. Jelenleg a lengyel labdarúgó-bajnokság negyedosztályában szerepel.

## Jelenlegi keret
2013. március 12-i állapot szerint
| #  |     | Poszt | Név               |
| -- | --- | ----- | ----------------- |
| 1  | POL | K     | Cezary Duda       |
|    | POL | K     | Tomasz Bąbel      |
| 2  | POL | V     | Bogusław Cieślik  |
| 3  | POL | V     | Rafał Lasocki     |
| 5  | POL | V     | Karol Gruszka     |
|    | POL | V     | Patryk Sarna      |
| 15 | POL | V     | Wojciech Dylewski |
| 22 | POL | V     | Daniel Zając      |
| 25 | POL | V     | Krystian Fulara   |
| 26 | POL | V     | Karol Szafirowski |
| 27 | POL | V     | Wojciech Skrobisz |
|    | POL | V     | Kamil Kaczmarczyk |
| 28 | POL | KP    | Robert Krzemiński |
|    | POL | KP    | Marcin Sudy       |
|    | POL | KP    | Bartosz Niedbała  |

| #  |     | Poszt | Név                  |
| -- | --- | ----- | -------------------- |
|    | POL | KP    | Piotr Jedlikowski    |
| 4  | POL | KP    | Mateusz Dryka        |
| 7  | POL | KP    | Adrian Czaja         |
| 12 | POL | KP    | Radosław Ćwik        |
| 17 | POL | KP    | Kamil Cholewiński    |
| 21 | POL | KP    | Łukasz Cebula        |
| 18 | POL | KP    | Arkadiusz Czerwiński |
| 16 | POL | KP    | Dawid Żak            |
| 24 | POL | KP    | Dominik Florys       |
| 14 | POL | KP    | Mateusz Gajewski     |
| 20 | POL | KP    | Konrad Kijanka       |
| 6  | POL | CS    | Michał Kosowski      |
| 8  | POL | CS    | Kamil Dziadowicz     |
| 11 | POL | CS    | Konrad Skwarliński   |
|    | POL | CS    | Michał Hołody        |

## Ismertebb játékosok
| - Sławomir Adamus - Sergio Batata - Arkadiusz Bilski - Dariusz Brytan - Mirosław Budka - Przemysław Cichoń - Cezary Czpak - Jacek Dąbrowski - Tomasz Dymanowski - Piotr Gierczak - Marek Graba - Sunday Ibrahim - Janusz Jojko | - Mariusz Jop - Marcin Kaczmarek - Paweł Kaczorowski - Maxwell Kalu - Krystian Kanarski - Andrzej Kobylański - Kamil Kosowski - Tadeusz Krawiec - Rafał Lasocki - Wojciech Małocha - Arkadiusz Miklosik - Benedykt Nocoń - Waldemar Piątek | - Dariusz Pietrasiak - Aidas Preikšaitis - Hubert Robaszek - Maciej Rogalski - Artur Sarnat - Marek Sokołowski - Davor Tasić - Rafał Wójcik - Gaszczyn Wołodia - Marcin Wróbel - Tomasz Żelazowski |

## Fordítás
Ez a szócikk részben vagy egészben  a   KSZO 1929 Ostrowiec Świętokrzyski című lengyel Wikipédia-szócikk fordításán alapul.  Az eredeti cikk szerkesztőit annak laptörténete sorolja fel. Ez a jelzés csupán a megfogalmazás eredetét és a szerzői jogokat jelzi, nem szolgál a cikkben szereplő információk forrásmegjelöléseként.

## Külső hivatkozások
- Hivatalos web-oldal